# Najdba telesa sv. Marka

Najdba telesa sv. Marka ali Odkritje telesa sv. Marka je slika Tintoretta. Datira med leta 1562 in 1566 in je del cikla slik svetega Marka, zavetnika Benetk. Zdaj jo hranijo v milanski  Pinakoteki Brera.

## Opis
Sliko je naročil Tommaso Rangone, grand guardian Scuola Grande di San Marco v Benetkah, Tintorettu, kot del serije velikih platen, ki prikazujejo pridobitev telesa svetega Marka v Benetke.
Na sliki je prikazano, kako Benečani odstranjujejo trupla iz grobnice vzdolž desne stene in iz kripte v ozadju. V levem ospredju se prikaže sveti Marko, obdan s šibko avreolo in prosi Benečane, naj se ustavijo, saj so našli njegovo telo, ki bledo leži ob njihovih nogah, razmetano na orientalski preprogi. V sredini platna kleči starec (portret Rangoneja), ki priznava čudež. Drugje v sobi so figure bodisi presenečene bodisi se ne zmenijo za prikaz.
Delo je ponekod videti nedokončano (npr. ploščice tal in venci so še vedno vidni skozi nekatera oblačila in figure). Skrajšanje je poudarjeno s ploščicami, stenskimi grobnicami in na koncu svetlobnimi žarki, ki izhajajo iz kripte v ozadju. V desnem ospredju je zvit polgol moški opisan kot »obseden z demoni«, nad njim pa lebdijo prameni dima. 
Tako kot njen spremljevalni del, Telo sv. Marka prinesejo v Benetke, tudi ta kompozicija ponazarja Tintorettovo naklonjenost dramatičnim učinkom perspektive in svetlobe. Po besedah umetnostnega zgodovinarja Thomasa Nicholsa je »linearna logika izpraznjenih, škatlastih perspektivnih pogledov oslabljena z iracionalno igro svetlobe in sence. Obe sliki nakazujeta sočasni obstoj različnih ravni resničnosti z uporabo številnih slikovnih tehnik«
Po besedah umetnostnega zgodovinarja Augusta Gentilija ikonografija slike nakazuje, da ne predstavlja najdbe telesa svetega Marka, temveč čudež svetega Marka v cerkvi Boucolis v Aleksandriji.